# Chalcidoptera atrilobalis
Chalcidoptera atrilobalis là một loài bướm đêm trong họ Crambidae.